# Christopher Bailey (Schauspieler)
Christopher Jakob Bailey (* 3. September 1992 in Bamberg) ist ein deutscher Schauspieler.

## Leben
Bailey kam als Sohn einer Deutschen und eines US-Amerikaners in Bamberg zur Welt, wo er aufwuchs und nach wie vor lebt. Er stammt aus einer alten fränkischen Gärtnerfamilie in direkter verwandtschaftlicher Linie zur Humsera. Er spielt mit eben dieser leicht bis starken schwarzhumorigen, satirischen Komödie, wie damals seine Ur-Ur-Großmutter, die ihre freizügige Aussprache lebte. Insgesamt ist er deutscher, US-amerikanischer, irischer und großväterlicherseits balkandeutscher Abstammung.
Bereits als Schüler interessierte er sich für das Schauspiel. Bailey besuchte das Fach Theater an seiner Schule und von 2009 bis 2012 den jungen Theaterclub am E.T.A. Hoffmann Theater. Er wurde dadurch im Jahr 2011 Teil des Ensembles der Calderón-Festspiele. Dort absolvierte er 2012 auch zwei Hospitanzen als Regieassistent. Zeitgleich schloss er die Mittlere Reife ab und bestand die Aufnahmeprüfung zur Schauspielschule.
Von 2012 bis 2015 absolvierte er seine Schauspielausbildung an der Neuen Schauspielschule in Nürnberg. Noch während seiner Schauspielausbildung spielte er 2015 in Peter Pan, der Sommerproduktion des Kinder- und Jugendtheater Chapeau Claque, die Rolle des Smee und einen „Verlorenen Jungen“, sowie in kleinen Nebenrollen. Darüber hinaus war er von 2015 bis 2016 in Mord in Aspik, der letzten Theaterproduktion, vor dem Tod des Intendanten Gerd Fischer, am Mühlentheater Möhrendorf zu sehen.
2016 kehrte Bailey für eine weitere Produktion an das Chapeau Claque Theater in der Hauptrolle Marko im Stück STAR von Salah Naoura zurück und ging für das Theater auf Tournée.
Anschließend war er in der Spielzeit 2016/2017 am Münchner Theater für Kinder engagiert, ebenfalls mit Tournée und nahm dort, en-suite, anlässlich des 50. Jubiläums auch an den besonderen Inszenierungen als Schauspieler teil.
2019 war er mit dem Wittener Kinder- und Jugendtheater auf Tournée, Süddeutschland z. B. Rheinland-Pfalz, Baden-Württemberg, Bayern sowie Hamburg.
Während der Corona-Pandemie nahm er an diversen künstlerischen Videoprojekten teil.
Seitdem ist er auch hauptsächlich in filmischen Formaten zu sehen.
Weltweit sichtbar wurde er in einer Rolle der Netflix-Serie Die Kaiserin (engl. The Empress) 2021.
Seit jüngster Kindheit ist er Träger eines Herzschrittmachers aufgrund eines angeborenen hochgradigen bis totalen AV-Blockes.
Bailey lebt offen homosexuell, er outete sich zusätzlich 2021 im Rahmen der Initiative #actout mit 185+ anderen lesbischen, schwulen, bisexuellen, queeren, nicht-binären und transgeschlechtlichen Schauspielern, um in der Gesellschaft allgemein mehr Akzeptanz für LGBTQIA+ zu gewinnen und um in seiner Branche mehr Anerkennung in Film, Fernsehen und auf der Bühne zu fordern.
Mitglied ist er auch zu diesem Engagement bei QMS (Queer Media Society).
Als Schauspieler ist er Mitglied bei BFFS und GVL (Gesellschaft zur Verwertung von Leistungsschutzrechten).
Privat ist er Mitglied im (DAV) Deutschen Alpenverein, da er gerne wandern geht und an der Natur interessiert ist.
Er betätigt sich auch mit eigenen Produktionen als Filmemacher.

## Besondere Auftritte
- 2017: Münchner Theater für Kinder Festakt das 50-jährige Theater-Jubiläum (in mehreren Rollen) in verschiedenen Auszügen der (ausgewählt) gezeigten Projekte der Spielzeit.[4][5]

## Filmografie (Auswahl)
- 2014: Detox: Wenn du alles verloren hast[21][22]
- 2015: Pelzig: BATTLES (Musikvideo)[23][21][24]
- 2019: Winter (Kurzfilm)[25][26]
- 2020: On the Road (On the Road – Die Mitfahrgelegenheit)[27][28]
- 2020: Live in Zombieland: Hämatom (Musikveo/Live-Show-Übertragung)[29]
- 2020: Apache 207: Angst (Musikvideo)[30][31][10]
- 2021: Red Riding Hood (Rotkäppchen, Kurzfilm)[19]
- 2021: Die Kaiserin - Netflix[11][12][13]